# 長尾景春之亂
長尾景春之亂（日语：／ Nagaokageharunoran）是在文明8年（1476年）至文明12年（1480年）間，由關東管領上杉氏的有力家臣長尾景春發起的叛亂。最後被以太田道灌為主力的上杉氏鎮壓。

## 背景
在永享11年（1439年）的永享之亂中，鐮倉公方足利持氏被室町幕府消滅，持氏的遺子成氏被迎為新的鐮倉公方，成氏憎恨殺死父親的關東管領上杉氏。享德3年（1454年），成氏暗殺關東管領上杉憲忠，並與上杉氏展開全面戰爭。成氏被支援上杉氏的幕府軍攻擊而逃到鐮倉，以下總國古河城為據點，自稱古河公方，與兩上杉家（山內上杉家和扇谷上杉家）及被幕府派遣而至的堀越公方足利政知（第8代將軍足利義政的同父異母兄）對抗（享德之亂）。
山內上杉家和扇谷上杉家雖是同族，但是關東管領被山內家繼承，扇谷家以分家的形式存在，所領不及山內家的家宰長尾氏領地的一半。在與古河公方的戰爭中，扇谷家支援山內家，特別在扇谷家的家宰太田資清（道真）、資長（道灌）父子的活躍下，增加了實力。資清、資長父子修築岩槻城，並建造河越城和江戶城，以作為在關東地方攻防的據點。
享德之亂在雙方互有勝敗下，持續了20年以上。與古河公方對立的兩上杉家主力在武藏國北部的五十子建立陣地（五十子陣），雙方對峙接近18年（五十子之戰）。

## 經過

### 叛亂前夕
文明5年（1473年），山內家家宰長尾景信（白井長尾家）在五十子陣中死去。白井長尾家的家督由景信的兒子景春繼承，但是家宰一職則被當主上杉顯定賜予景春的叔父長尾忠景（總社長尾家）。家宰職雖是陪臣，但是作為關東管領的補佐役，在關東有相當大的權力（長尾氏分為白井長尾家、總社長尾家、犬懸長尾家、足利長尾家，輪流擔任家宰職。本來，長尾氏以嫡流鐮倉長尾家和犬懸長尾家為首，在此兩家的當主不在或幼少等欠缺適任者的情況下，則從白井、惣社兩長尾家的長老中選出家宰。不過，在上杉憲忠被暗殺時，鐮倉家的當主長尾實景和其繼承犬懸家的兒子憲景亦被殺害，因此，家宰職在景春的祖父景仲、景信兩代中由白井家出任（而身為景仲的次男、景信的弟弟的忠景則沒有資格）。因此，最有資格擔任次任家宰職的是足利長尾家（鐮倉長尾家轉移至足利莊）的長尾景人，不過景人在景信死去的前年就死去，而景人的兒子兼繼承人定景和犬懸家的當主房清（景人的弟弟）則太年輕而被認為不適合擔任家宰。因此，成為一族長老、以及在比景仲更早成為家宰的養父長尾忠政死後，擔任武藏守護代等家中要職的忠景成為家宰，亦不足為奇。另一方面，因為白井家已經連續兩代擔任家宰，上杉顯定亦不希望白井家的力量更強，而把家宰職傳給忠景而非景春），對此，景春深深怨恨。另外，在白井家獨佔家宰職的時期，與白井家建立關係，而被賜予和保證所領的山內上杉家配下的武士，因為家宰職從白井家變為惣社家，而恐怕失去至今的權利，所以希望景春繼承家宰職，以保證以前的領地。因為與家宰職有關的所領問題，白井家側和武士和惣社家側的武士之間亦發生衝突。
景春向親戚（從兄弟）太田道灌請求協助，但是道灌拒絕，並立即前往五十子陣，向顯定和主君扇谷家當主上杉定正報告。道灌向顯定和定正進言，應向景春採取懷柔手段，並任命景春為武藏守護代，以及暫時罷免忠景，但是顯定不接受，道灌再進言立即出兵討伐景春，但是在與古河公方足利成氏對峙的狀況下，這亦是不可能的。在足利長尾家（長尾景人）死去的狀況下，長尾一族的長老忠景就任家宰是理所當然，而景春的主張被認為是不正當，因此，向顯定進言一時罷免忠景的道灌被顯定、忠景、其他上杉氏重臣、甚至是父親道真叱責（『太田道灌狀』）。

### 長尾景春舉兵
此後，道灌為了介入今川氏的內紛而滯留在駿河國。文明8年（1476年）6月，景春以武藏鉢形城為據點，發動叛亂。雖然顯定和忠景並未輕視景春的力量，而景春是武勇相當優秀的人物，白井家在繼承過兩代家宰職後，實力比其他長尾氏一族亦更強大。因此，五十子陣的上杉方武將相當動搖，亦陸續出現擅自歸國的人。
文明9年（1477年）正月，景春率2千5百騎急襲五十子陣，顯定和定正大敗（五十子之戰）。在18年來，作為對抗古河公方的最大防御據點五十子陣，被景春以僅僅2千5百名兵士攻陷。此後，顯定和定正逃往上野國。
在長尾景春的舉兵後，相模國小磯城（現今神奈川縣大磯町）的越後五郎四郎、小澤城（現今神奈川縣愛甲郡愛川町）的金子掃部助、溝呂木城（現今神奈川縣厚木市）的溝呂木正重（景春的被官）、以及（現今神奈川縣橫濱市）的矢野兵庫與其呼應，其他的多數關東地方的國人和地侍亦加入景春方，組成強大勢力。在這個形勢下，武藏國南部的名族豐島氏（鐮倉幕府的有力御家人，在室町時代後，舊領被太田氏奪去）亦加入景春方，當主豐島泰經以石神井城和練馬城（現今東京都練馬區）為據點，而泰經的弟弟泰明則以平塚城（現今東京都北區）為據點。於是，江戶城與河越城、岩槻城的連絡被切斷。 （页面存档备份，存于）

### 太田道灌平亂
3月，道灌先發制人，起兵攻陷溝呂木城和小城，更進攻小澤城，不過因為小澤城防守堅固，以及景春發出援兵而撤退。小城的矢野兵庫出陣攻擊河越城，但是被道灌的弟弟資忠（一說姪兒）和上田上野介擊退。4月，得到上杉朝昌、三浦高救等援軍的道灌以輕兵在平塚城的城下放火，以寡兵伏擊從城中出擊的泰經、泰明，僅以5十騎擊破2百騎的豐島軍，並殺死泰明（江古田沼袋原之戰）。道灌追擊敗走的泰經，並包圍石神井城，泰經向道灌請求降服，但是因為沒有實行撤去城池的條件，道灌於是把城攻陷，泰經敗走。同月，景春向五十子出陣，並渡過利根川，在鉢谷原攻擊顯定和定正的軍隊，不過被擊退。5月，道灌與顯定和定正合流，並奪回五十子，更在用土原擊破景春並包圍鉢形城，但是因為足利成氏率8千騎出陣而被迫撤兵。
此後，道灌開始侵攻景春的本據地上野國，並在鹽賣原對陣1個月，不過沒有決戰。同年11月，雙方撤兵。文明10年（1478年）正月，成氏通過簗田持助，向山內上杉家的家宰長尾忠景相談和議。景春的叛亂被道灌在短時間內壓制，持續戰鬥超過20年的成氏希望與幕府在有利條件下達成和睦。為了妨礙和議，同年正月，泰經在平塚城再次舉兵，但是立即被道灌攻破，泰經敗走並逃到小城。3月，景春攻擊河越城，但是被定正和道灌的父親道真擊退。此後，道灌開始制壓扇谷家的本據地相模國的景春勢力。3月，攻陷於前年未能攻略的小澤城。4月，攻略小城，匿藏在城中的泰經的下落不明，名族豐島氏沒落。道灌成功驅逐景春在相模諸城的勢力。7月，在道灌攻略景春的據點鉢形城後，顯定以此城為居城。
此時，道灌已經平定武藏和相模。12月，擊破反對和議的成氏方有力武將千葉孝胤（境根原合戰）。文明11年（1479年），道灌派遣弟弟資忠（一說姪兒）和千葉自胤（投向上杉方的千葉氏）前往房總半島，以攻略孝胤死守的臼井城（現今千葉縣佐倉市），雖然資忠戰死，不過真里谷武田氏、海上氏降服，成功把房總半島的反對勢力一掃而空。
在上杉氏與成氏進行和睦交渉中時，景春仍在北武藏的秩父郡、兒玉郡抵抗。文明12年（1480年）6月，最後的據點日野城（現今埼玉縣秩父市）被道灌攻陷，景春受到成氏的幫助而成功逃走。此後，景春成功擁立顯定的養子憲房為山內上杉家當主，自己就任家宰。
文明14年11月27日（1483年1月6日），成氏和兩上杉家之間成立和議（「都鄙合體」），成氏被幕府赦免。另外，憲房亦返回顯定之下，景春則在成氏之下。

## 戰後
因為都鄙合体和景春沒落，令關東地方長達30年的爭亂停止。不過因為這次和睦是由山內家和越後上杉家主導，扇谷家的當主上杉定正對此不滿。太田道灌亦在太田道灌狀中，表達自己和參與戰鬥的武士因為沒有足夠的恩賞而不滿。道灌因為平定這次戰亂，威望大大上升，但亦令主君顯定和定正感到危險。
文明18年（1486年）7月，道灌在糟屋館（現今神奈川縣伊勢原市）被主君定正謀殺。臨死之際留下「當方滅亡」（意指上杉家滅亡）的說話。
長享元年（1487年），山內家與扇谷家決裂，兩上杉家開始爭鬥（長享之亂）。沒落的長尾景春加入扇谷家，再度與山內家戰鬥。明應2年（1493年），伊勢宗瑞（後來的北條早雲）進入伊豆國，並消滅堀越公方，更攻略相模國。後來，兩上杉家被以伊勢宗瑞為家祖的後北條氏消滅。

## 相關作品
小說
- 『叛鬼（日语：叛鬼）』（作者：伊東潤，講談社，2012年）

## 外部連結
- 武家家伝＿白井長尾氏 （页面存档备份，存于）